# Wyszków (Wróblin)
Wyszków (niem. Probstberg) – część wsi Wróblin w Polsce, położona w województwie opolskim, w powiecie prudnickim, w gminie Głogówek. Historycznie leży na Górnym Śląsku, na ziemi prudnickiej.
W latach 1975–1998 Wyszków administracyjnie należał do ówczesnego województwa opolskiego.

## Historia

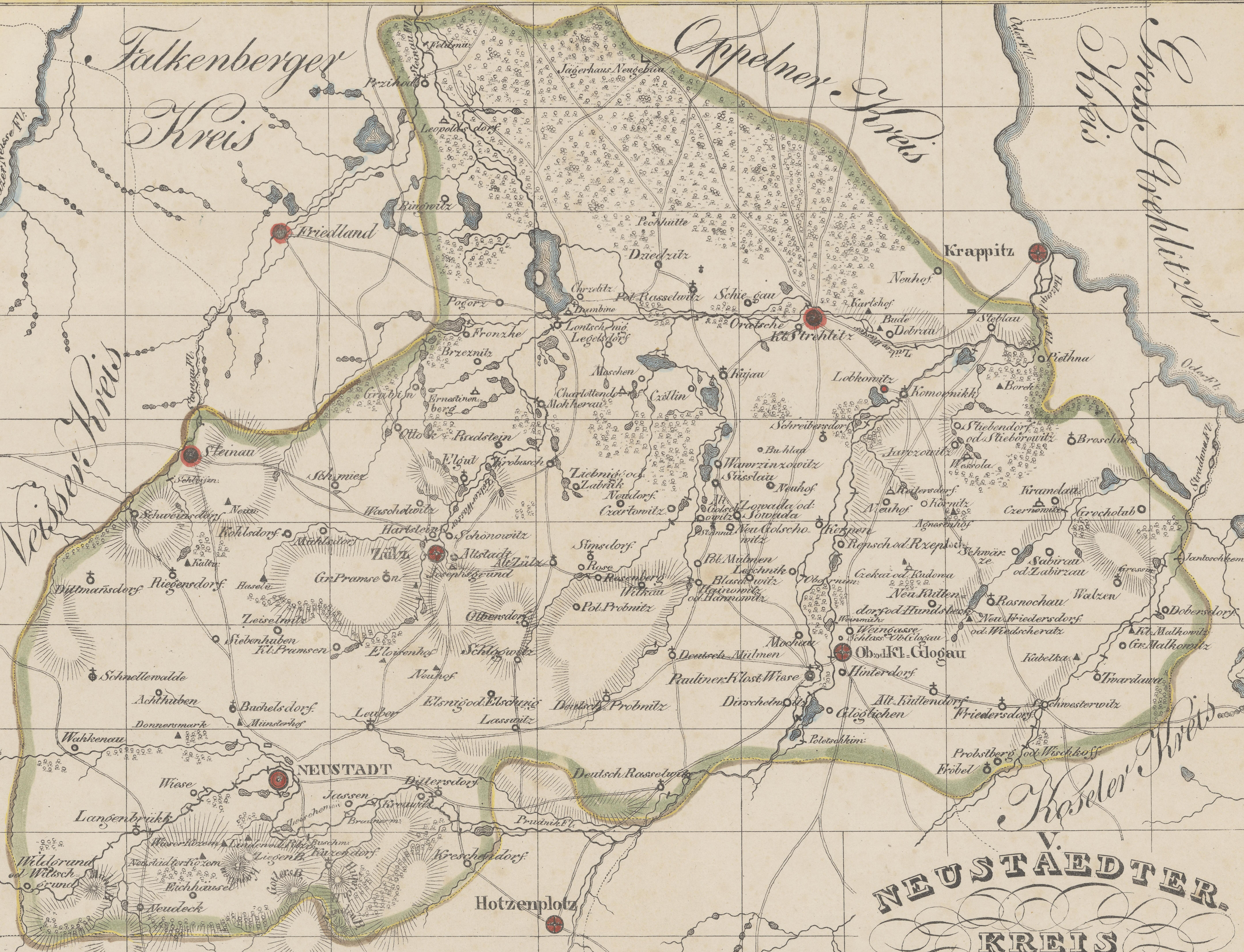
Wyszków (Prostberg od. Wischkoff) wśród miejscowości ziemi prudnickiej na mapie z XIX wieku

Do 1742 wieś należała do powiatu sądowego głogóweckiego w Monarchii Habsburgów. Po I wojnie śląskiej znalazła się w granicach Królestwa Prus i weszła w skład powiatu prudnickiego w prowincji Śląsk.

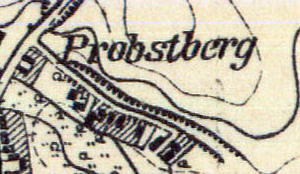
Wyszków na mapie z 1913

1 października 1948 r. nadano miejscowości, wówczas administracyjnie związanej z Wróblinem, polską nazwę Wyszków. Według podziału administracyjnego województwa opolskiego na dzień 31 sierpnia 1964, Wyszków, jako przysiółek Wróblina, należał do gromady Biedrzychowice.

## Transport
Wyszków posiada połączenia autobusowe z Głogówkiem, Kędzierzynem-Koźlem. W miejscowości znajduje się jeden przystanek autobusowy.